# 锯齿盾形提灯虫
锯齿盾形提灯虫（学名：Lychnaspis serrata）为穿盾虫科盾形提灯虫属的动物。分布于大西洋、俾斯麦群岛以及中国东海等海域。